# Puchar Świata w short tracku 2014/2015
Puchar Świata w short tracku 2014/2015 jest to 18. edycja zawodów w short tracku. Zawodnicy podczas tego sezonu wystąpili w sześciu zawodach tego cyklu rozgrywek. Rywalizacja rozpoczęła się w Salt Lake City 7 listopada 2014 roku, a zakończyła się w Izmirze 15 lutego 2015 roku.

## Kalendarz Pucharu Świata

### Mężczyźni
| Lp.                                     | Miejscowość    | Data       | Konkurencja      | 1 miejsce                                                                     | 2 miejsce                                                                     | 3 miejsce                                                                            |
| --------------------------------------- | -------------- | ---------- | ---------------- | ----------------------------------------------------------------------------- | ----------------------------------------------------------------------------- | ------------------------------------------------------------------------------------ |
| 1. PŚ                                   | Salt Lake City | 9.11.2014  | 500 m            | John-Henry Krueger                                                            | Sjinkie Knegt                                                                 | Wu Dajing                                                                            |
| 1. PŚ                                   | Salt Lake City | 8.11.2014  | 1000 m (1)       | Wiktor Ahn                                                                    | Park Se-yeong                                                                 | Sjinkie Knegt                                                                        |
| 1. PŚ                                   | Salt Lake City | 9.11.2014  | 1000 m (2)       | Seo Yi-ra                                                                     | Siemion Jelistratow                                                           | Rusłan Żakarow                                                                       |
| 1. PŚ                                   | Salt Lake City | 8.11.2014  | 1500 m           | Sin Da-woon                                                                   | Charles Hamelin                                                               | Lee Jung-su                                                                          |
| 1. PŚ                                   | Salt Lake City | 9.11.2014  | 5000 m drużynowo | Rosja Siemion Jelistratow · Dmitrij Migunow · Władimir Grigorjew · Wiktor Ahn | Chiny Wu Dajing · Chen Dequan · Xu Hongzhi · Han Tianyu                       | Stany Zjednoczone Cole Krueger · John-Henry Krueger · Keith Carroll · Ryan Pivirotto |
| 2. PŚ                                   | Montreal       | 15.11.2014 | 500 m (1)        | Wu Dajing                                                                     | Dmitrij Migunow                                                               | Kwak Yoon-gy                                                                         |
| 2. PŚ                                   | Montreal       | 15.11.2014 | 1500 m           | Park Se-yeong                                                                 | Sin Da-woon                                                                   | Sjinkie Knegt                                                                        |
| 2. PŚ                                   | Montreal       | 16.11.2014 | 500 m (2)        | Dmitrij Migunow                                                               | Władimir Grigorjew                                                            | John-Henry Krueger                                                                   |
| 2. PŚ                                   | Montreal       | 16.11.2014 | 1000 m           | Sin Da-woon                                                                   | Siemion Jelistratow                                                           | Liu Shaolin Sandor                                                                   |
| 2. PŚ                                   | Montreal       | 16.11.2014 | 5000 m drużynowo | Korea Południowa Kwak Yoon-gy · Park Se-yeong · Seo Yi-ra · Sin Da-woon       | Węgry Viktor Knoch · Csaba Burján · Shaolin Sándor Liu · Shaoang Liu          | Wielka Brytania Jon Eley · Paul Stanley · Jack Whelbourne · Richard Shoebridge       |
| 3. PŚ                                   | Szanghaj       | 13.12.2014 | 500 m (1)        | Kwak Yoon-gy                                                                  | Shaolin Sándor Liu                                                            | Dmitrij Migunow                                                                      |
| 3. PŚ                                   | Szanghaj       | 13.12.2014 | 1500 m           | Sin da-woon                                                                   | Charles Hamelin                                                               | John-Henry Krueger                                                                   |
| 3. PŚ                                   | Szanghaj       | 14.12.2014 | 500 m (2)        | Dmitrij Migunow                                                               | John-Henry Krueger                                                            | William Preudhomme                                                                   |
| 3. PŚ                                   | Szanghaj       | 14.12.2014 | 1000 m           | Charles Hamelin                                                               | Sjinkie Knegt                                                                 | Liu Shaolin Sandor                                                                   |
| 3. PŚ                                   | Szanghaj       | 14.12.2014 | 5000 m drużynowo | Korea Południowa Han Seung-soo · Sin Da-woon · Kwak Yoon-gy · Seo Yi-ra       | Holandia Itzhak de Laat · Daan Breeuwsma · Sjinkie Knegt · Freek van der Wart | Kanada Patrick Duffy · Samuel Girard · Charles Hamelin · François Hamelin            |
| 4. PŚ                                   | Seul           | 20.12.2014 | 1000 m           | Wu Dajing                                                                     | Kwak Yoon-gy                                                                  | Sjinkie Knegt                                                                        |
| 4. PŚ                                   | Seul           | 20.12.2014 | 1500 m           | Sin Da-woon                                                                   | Chen Dequan                                                                   | Park Se-yeong                                                                        |
| 4. PŚ                                   | Seul           | 21.12.2014 | 500 m            | Seo Yi-ra                                                                     | Sjinkie Knegt                                                                 | Charles Hamelin                                                                      |
| 4. PŚ                                   | Seul           | 21.12.2014 | 3000 m           | Lee Jung-su                                                                   | Kwak Yoon-gy                                                                  | Sin Da-woon                                                                          |
| 4. PŚ                                   | Seul           | 21.12.2014 | 5000 m drużynowo | Holandia Daan Breeuwsma · Freek van der Wart · Sjinkie Knegt · Adwin Snellink | Kanada Charles Hamelin · Patrick Duffy · Charle Cournoyer · Samuel Girard     | Chiny Wu Dajing · Chen Dequan · Xu Hongzhi · Zhang Hongchao                          |
| 19. Mistrzostwa Europy 2015 – Dordrecht |                |            |                  |                                                                               |                                                                               |                                                                                      |
| 5. PŚ                                   | Drezno         | 7.02.2015  | 1500 m (1)       | Sin Da-woon                                                                   | Park Se-yeong                                                                 | Chen Dequan                                                                          |
| 5. PŚ                                   | Drezno         | 7.02.2015  | 500 m            | Dmitrij Migunow                                                               | François Hamelin                                                              | Kwak Yoon-gy                                                                         |
| 5. PŚ                                   | Drezno         | 8.02.2015  | 1500 m (2)       | Siemion Jelistratow                                                           | Han Seung-soo                                                                 | Charles Hamelin                                                                      |
| 5. PŚ                                   | Drezno         | 8.02.2015  | 1000 m           | Siemion Jelistratow                                                           | Władimir Grigorjew                                                            | Sjinkie Knegt                                                                        |
| 5. PŚ                                   | Drezno         | 8.02.2015  | 5000 m drużynowo | Holandia Daan Breeuwsma · Freek van der Wart · Sjinkie Knegt · Mark Prinsen   | Węgry Viktor Knoch · Csaba Burján · Shaolin Sándor Liu · Shaoang Liu          | Chiny Shi Jingnan · Wu Dajing · Chen Dequan · Han Tianyu                             |
| 6. PŚ                                   | Izmir          | 14.02.2015 | 1500 m           | Han Tianyu                                                                    | Chen Dequan                                                                   | Wiktor Ahn                                                                           |
| 6. PŚ                                   | Izmir          | 14.02.2015 | 1000 m (1)       | Siemion Jelistratow                                                           | Sjinkie Knegt                                                                 | Sin Da-woon                                                                          |
| 6. PŚ                                   | Izmir          | 15.02.2015 | 500 m            | Viktor Knoch                                                                  | Wu Dajing                                                                     | Charles Hamelin                                                                      |
| 6. PŚ                                   | Izmir          | 15.02.2015 | 1000 m (2)       | Sin Da-woon                                                                   | Wiktor Ahn                                                                    | Patrick Duffy                                                                        |
| 6. PŚ                                   | Izmir          | 15.02.2015 | 5000 m drużynowo | Chiny Shi Jingnan · Wu Dajing · Chen Dequan · Han Tianyu                      | Korea Południowa Kwak Yoon-gy · Lee Jung-su · Lee Han-bin · Sin Da-woon       | Holandia Daan Breeuwsma · Freek van der Wart · Sjinkie Knegt · Adwin Snellink        |
| 40. Mistrzostwa Świata 2015 – Moskwa    |                |            |                  |                                                                               |                                                                               |                                                                                      |

#### Klasyfikacje
| Lp. | Zawodnik           | Punkty |
| --- | ------------------ | ------ |
| 1.  | Dmitrij Migunow    | 46078  |
| 2.  | Wu Dajing          | 36737  |
| 3.  | Kwak Yoon-gy       | 27977  |
| 4.  | John-Henry Krueger | 25742  |
| 5.  | Viktor Knoch       | 21178  |
| 6.  | Sjinkie Knegt      | 19439  |
| 7.  | Shi Jingnan        | 18470  |
| 8.  | Charles Hamelin    | 16077  |
| 9.  | Władimir Grigorjew | 16060  |
| 10. | Shaolin Sándor Liu | 13844  |

| Lp. | Zawodnik            | Punkty |
| --- | ------------------- | ------ |
| 1.  | Siemion Jelistratow | 36000  |
| 2.  | Sjinkie Knegt       | 35211  |
| 3.  | Sin Da-woon         | 33198  |
| 4.  | Charles Hamelin     | 24590  |
| 5.  | Wiktor Ahn          | 21280  |
| 6.  | Wu Dajing           | 20662  |
| 7.  | Shaolin Sándor Liu  | 19543  |
| 8.  | Patrick Duffy       | 19443  |
| 9.  | Seo Yi-ra           | 17140  |
| 10. | Park Se-yeong       | 12096  |

| Lp. | Zawodnik            | Punkty |
| --- | ------------------- | ------ |
| 1.  | Sin Da-woon         | 54400  |
| 2.  | Chen Dequan         | 27773  |
| 3.  | Charles Hamelin     | 24497  |
| 4.  | Park Se-yeong       | 24400  |
| 5.  | Lee Jung-su         | 21738  |
| 6.  | John-Henry Krueger  | 18309  |
| 7.  | Han Tianyu          | 16942  |
| 8.  | Siemion Jelistratow | 15401  |
| 9.  | Rusłan Żakarow      | 14721  |
| 10. | Kwak Yoon-gy        | 13120  |

| Lp. | Zawodnik          | Punkty |
| --- | ----------------- | ------ |
| 1.  | Holandia          | 34400  |
| 2.  | Korea Południowa  | 33120  |
| 3.  | Chiny             | 30800  |
| 4.  | Węgry             | 22193  |
| 5.  | Rosja             | 20894  |
| 6.  | Kanada            | 20593  |
| 7.  | Stany Zjednoczone | 15843  |
| 8.  | Wielka Brytania   | 12848  |
| 9.  | Włochy            | 11672  |
| 10. | Francja           | 10853  |

|  |

### Kobiety
| Lp.                                     | Miejscowość    | Data       | Konkurencja      | 1 miejsce                                                                   | 2 miejsce                                                                  | 3 miejsce                                                                                      |
| --------------------------------------- | -------------- | ---------- | ---------------- | --------------------------------------------------------------------------- | -------------------------------------------------------------------------- | ---------------------------------------------------------------------------------------------- |
| 1. PŚ                                   | Salt Lake City | 9.11.2014  | 500 m            | Fan Kexin                                                                   | Arianna Fontana                                                            | Marianne St-Gelais                                                                             |
| 1. PŚ                                   | Salt Lake City | 8.11.2014  | 1000 m (1)       | Marianne St-Gelais                                                          | Choi Min-jeong                                                             | Fan Kexin                                                                                      |
| 1. PŚ                                   | Salt Lake City | 9.11.2014  | 1000 m (2)       | Shim Suk-hee                                                                | Kim A-lang                                                                 | Valérie Maltais                                                                                |
| 1. PŚ                                   | Salt Lake City | 8.11.2014  | 1500 m           | Shim Suk-hee                                                                | Kim A-lang                                                                 | Arianna Fontana                                                                                |
| 1. PŚ                                   | Salt Lake City | 9.11.2014  | 3000 m drużynowo | Korea Południowa Jeon Ji-soo · Shim Suk-hee · Kim A-lang · Choi Min-jeong   | Chiny Fan Kexin · Han Yutong · Lin Yue · Tao Jiaying                       | Kanada Valérie Maltais · Marianne St-Gelais · Kasandra Bradette · Kim Boutin                   |
| 2. PŚ                                   | Montreal       | 15.11.2014 | 500 m (1)        | Fan Kexin                                                                   | Marianne St-Gelais                                                         | Jeon Ji-soo                                                                                    |
| 2. PŚ                                   | Montreal       | 15.11.2014 | 1500 m           | Choi Min-jeong                                                              | Arianna Fontana                                                            | Shim Suk-hee                                                                                   |
| 2. PŚ                                   | Montreal       | 16.11.2014 | 500 m (2)        | Arianna Fontana                                                             | Jeon Ji-soo                                                                | Lin Yue                                                                                        |
| 2. PŚ                                   | Montreal       | 16.11.2014 | 1000 m           | Shim Suk-hee                                                                | Choi Min-jeong                                                             | Guo Yihan                                                                                      |
| 2. PŚ                                   | Montreal       | 16.11.2014 | 3000 m drużynowo | Korea Południowa Jeon Ji-soo · Lee Eun-byul · Shim Suk-hee · Choi Min-jeong | Włochy Arianna Fontana · Lucia Peretti · Elena Viviani · Arianna Valcepina | Rosja Emina Małagicz · Jekatierina Striełkowa · Sofija Proswirnowa · Jekatierina Konstantinowa |
| 3. PŚ                                   | Szanghaj       | 13.12.2014 | 500 m (1)        | Fan Kexin                                                                   | Marianne St-Gelais                                                         | Kim A-lang                                                                                     |
| 3. PŚ                                   | Szanghaj       | 13.12.2014 | 1500 m           | Han Yutong                                                                  | Shim Suk-hee                                                               | Li Hongshuang                                                                                  |
| 3. PŚ                                   | Szanghaj       | 14.12.2014 | 500 m (2)        | Li Hongshuang                                                               | Lin Yue                                                                    | Kasandra Bradette                                                                              |
| 3. PŚ                                   | Szanghaj       | 14.12.2014 | 1000 m           | Choi Min-jeong                                                              | Shim Suk-hee                                                               | Marianne St-Gelais                                                                             |
| 3. PŚ                                   | Szanghaj       | 14.12.2014 | 3000 m drużynowo | Korea Południowa Choi Min-jeong · Kim A-lang · Lee Eun-byul · Noh Do-hee    | Chiny Han Yutong · Li Hongshuang · Fan Kexin · Lin Yue                     | Kanada Joanie Gervais · Kim Boutin · Kasandra Bradette · Marianne St-Gelais                    |
| 4. PŚ                                   | Seul           | 20.12.2014 | 1000 m           | Han Yutong                                                                  | Marianne St-Gelais                                                         | Elise Christie                                                                                 |
| 4. PŚ                                   | Seul           | 20.12.2014 | 3000 m           | Choi Min-jeong                                                              | Tao Jiaying                                                                | Lee Eun-byul                                                                                   |
| 4. PŚ                                   | Seul           | 21.12.2014 | 500 m            | Fan Kexin                                                                   | Jeon Ji-soo                                                                | Elise Christie                                                                                 |
| 4. PŚ                                   | Seul           | 21.12.2014 | 1500 m           | Choi Min-jeong                                                              | Han Yutong                                                                 | Noh Do-hee                                                                                     |
| 4. PŚ                                   | Seul           | 21.12.2014 | 3000 m drużynowo | Chiny Fan Kexin · Han Yutong · Lin Yue · Li Hongshuang                      | Korea Południowa Jeon Ji-soo · Lee Eun-byul · Kim A-lang · Choi Min-jeong  | Rosja Emina Małagicz · Jekatierina Striełkowa · Sofija Proswirnowa · Jekatierina Konstantinowa |
| 19. Mistrzostwa Europy 2015 – Dordrecht |                |            |                  |                                                                             |                                                                            |                                                                                                |
| 5. PŚ                                   | Drezno         | 7.02.2015  | 1500 m (1)       | Choi Min-jeong                                                              | Noh Do-hee                                                                 | Agnė Sereikaitė                                                                                |
| 5. PŚ                                   | Drezno         | 7.02.2015  | 500 m            | Arianna Fontana                                                             | Elise Christie                                                             | Fan Kexin                                                                                      |
| 5. PŚ                                   | Drezno         | 8.02.2015  | 1500 m (2)       | Shim Suk-hee                                                                | Kim A-lang                                                                 | Tao Jiaying                                                                                    |
| 5. PŚ                                   | Drezno         | 8.02.2015  | 1000 m           | Kim A-lang                                                                  | Fan Kexin                                                                  | Marianne St-Gelais                                                                             |
| 5. PŚ                                   | Drezno         | 8.02.2015  | 3000 m drużynowo | Kanada Marianne St-Gelais · Kasandra Bradette · Audrey Phaneuf · Kim Boutin | Włochy Arianna Fontana · Lucia Peretti · Elena Viviani · Arianna Valcepina | Francja Veronique Pierron · Tifany Hout Marchand · Aurélie Monvoisin · Louise Milesi           |
| 6. PŚ                                   | Izmir          | 14.02.2015 | 1500 m           | Arianna Fontana                                                             | Marianne St-Gelais                                                         | Kim Boutin                                                                                     |
| 6. PŚ                                   | Izmir          | 14.02.2015 | 1000 m (1)       | Elise Christie                                                              | Kasandra Bradette                                                          | Shim Suk-hee                                                                                   |
| 6. PŚ                                   | Izmir          | 15.02.2015 | 500 m            | Fan Kexin                                                                   | Sofija Proswirnowa                                                         | Elise Christie                                                                                 |
| 6. PŚ                                   | Izmir          | 15.02.2015 | 1000 m (2)       | Arianna Fontana                                                             | Sakai Yui                                                                  | Kim Boutin                                                                                     |
| 6. PŚ                                   | Izmir          | 15.02.2015 | 3000 m drużynowo | Chiny Zhou Yang · Fan Kexin · Lin Yue · Tao Jiaying                         | Korea Południowa Jeon Ji-soo · Noh Do-hee · Shim Suk-hee · Choi Min-jeong  | Kanada Marianne St-Gelais · Kasandra Bradette · Geneve Belanger · Kim Boutin                   |
| 40. Mistrzostwa Świata 2015 – Moskwa    |                |            |                  |                                                                             |                                                                            |                                                                                                |

#### Klasyfikacje
| Lp. | Zawodnik             | Punkty |
| --- | -------------------- | ------ |
| 1.  | Fan Kexin            | 56400  |
| 2.  | Jeon Ji-soo          | 31714  |
| 3.  | Marianne St-Gelais   | 30581  |
| 4.  | Elise Christie       | 30016  |
| 5.  | Lin Yue              | 28858  |
| 6.  | Arianna Fontana      | 28000  |
| 7.  | Sofija Proswirnowa   | 22189  |
| 8.  | Kasandra Bradette    | 16279  |
| 9.  | Liu Yang             | 13095  |
| 10. | Patrycja Maliszewska | 12331  |

| Lp. | Zawodnik           | Punkty |
| --- | ------------------ | ------ |
| 1.  | Shim Suk-hee       | 39745  |
| 2.  | Marianne St-Gelais | 30800  |
| 3.  | Choi Min-jeong     | 29277  |
| 4.  | Elise Christie     | 29096  |
| 5.  | Fan Kexin          | 21423  |
| 6.  | Kim A-lang         | 20621  |
| 7.  | Kim Boutin         | 17835  |
| 8.  | Han Yutong         | 15120  |
| 9.  | Tao Jiaying        | 14843  |
| 10. | Veronique Pierron  | 13368  |

| Lp. | Zawodnik               | Punkty |
| --- | ---------------------- | ------ |
| 1.  | Choi Min-jeong         | 45898  |
| 2.  | Shim Suk-hee           | 34438  |
| 3.  | Han Yutong             | 28240  |
| 4.  | Arianna Fontana        | 27677  |
| 5.  | Tao Jiaying            | 23856  |
| 6.  | Deanna Lockett         | 19217  |
| 7.  | Noh Do-hee             | 18721  |
| 8.  | Kim A-lang             | 16000  |
| 9.  | Kim Boutin             | 15819  |
| 10. | Jekatierina Striełkowa | 15143  |

| Lp. | Zawodnik          | Punkty |
| --- | ----------------- | ------ |
| 1.  | Korea Południowa  | 38000  |
| 2.  | Chiny             | 36000  |
| 3.  | Kanada            | 29200  |
| 4.  | Włochy            | 25216  |
| 5.  | Rosja             | 23040  |
| 6.  | Francja           | 15575  |
| 7.  | Japonia           | 12615  |
| 8.  | Węgry             | 12387  |
| 9.  | Stany Zjednoczone | 11272  |
| 10. | Polska            | 6795   |

|  |